# Lol (音楽ユニット)
lol（エルオーエル）は、日本の男女5人組ダンスボーカルグループ。2014年に結成され、2025年に解散した。エイベックス・エンタテインメント所属。レーベルはavex trax。

## 概要
2014年9月に結成。2015年8月12日にシングル『fire!』でデビュー。「第57回 輝く!日本レコード大賞 新人賞」を受賞した。TRFやAAAに次ぐavex traxの男女混合パフォーマンスグループであり、メンバー全員がダンスとボーカルを担当している。
2019年12月には三遠ネオフェニックスのシーズンオフィシャルアーティストに就任、代表曲triggerがオフィシャルソングに採用された。
グループ名は「laugh out loud」の頭文字をとった英語圏のネットスラングに由来し、意味は「声を上げて笑う」。人を笑顔に出来る、人を感動させるグループになりたいという想いが込められている。初期はティーン世代ならではの葛藤や感情をストレートにぶつけた楽曲が多く、現在は恋人や働く人の背中を押す楽曲も増えている。
ファンダム名は「lol family」もしくは「エルファミ」であり、ファンクラブ名は「lolol -laugh out loud over lap-」である。2017年まではメンバーによる日替わりの公式ツイキャス「lolo」の配信も行っていた。
2021年にONE LAST SONGをデジタルリリースするまで英語表記は小文字に統一するこだわりがあったことを後述のlolとしてのラストライブ中のMCにて公表し、ファンからも驚きの声があがった。
2024年にはYouTubeチャンネルを開設し、男女混成グループならではの男女LINE返信の価値観や男子メンバーが女子メンバーにメイクをするなど様々な企画に挑戦していた。
2025年4月14日、6月1日の周年ライブ開催をもって解散することを公式ホームページにて公表し、5月24日にファンクラブイベントでグループ最後のリリース曲となる「ever after」を発表。6月1日のラストライブにてパフォーマンスを初披露し、翌日2日に配信リリースした。
このリリース及びラストライブをもって、解散した。

## 略歴
公式サイトにおけるニュース、スケジュールに基づいて記述。

### 2014年
- 9月23日、テレビアニメ『トライブクルクル』（メ～テレ制作・テレビ朝日系列）制作発表記者会見にて初お披露目。
- 9月28日、テーマソングと実写パートのナビゲーターを担当する『トライブクルクル』が放送開始（その他のタイアップは「#タイアップ一覧」を参照）。
- 11月16日、公式ツイキャス「lolo」配信開始。

### 2015年
- 5月30日、東京・池袋PARCO ニコぶくろスタジオにて、8月12日にシングル『fire!』でエイベックスからCDデビューすることが発表された。同時に、メンバーが全国を回りミニライブや特典会などを行う「lol live circuit 2015～fire!～」の開催も発表。この様子はニコニコ生放送でリアルタイム配信された。
- 5月31日、CDデビューを記念したミニライブツアー「lol live circuit 2015～fire!～」を開催。
- 8月2日、iTunes他にて配信限定コンテンツ『fire! -debut edition-』を先行リリース。
- 8月10日、「lol live circuit 2015～fire!～」全会場終了。
- 8月12日、1stシングル『fire!』でエイベックスからCDデビュー。
- 8月15日、佐藤友祐出演「dTVオリジナルドラマ『進撃の巨人 反撃の狼煙』」が公開開始。
- 8月23日、「a-nation stadium fes. 」大阪公演にて初のオリジナルグッズ販売。
- 10月1日、アメスタにて新冠番組「lol studio」がスタート。専用アプリで視聴可能であり、原宿 AmebaFRESH!Studioにて番組を観覧することも可能。また、番組内では2ndシングル『ladi dadi』のリリース決定及びリリースツアー第2弾「lol live circuit 2015-2016～ladi dadi～」の開催が発表された。
- 10月2日、音楽アワード「MTV VMAJ 2015」にて特別部門 Next Break Artist賞にノミネートされる。
- 10月10日、2ndシングル『ladi dadi』リリース記念ミニライブツアー「lol live circuit 2015-2016～ladi dadi～」を開催。
- 11月20日、「第57回 輝く!日本レコード大賞 新人賞」にノミネート。
- 12月30日、第57回日本レコード大賞にてデビュー曲『fire!』で新人賞を受賞。

### 2016年
- 1月27日、2ndシングル『ladi dadi』をリリース。
- 1月30日、自身初のワンマンライブ「lol-エルオーエル- live 2016」を開催することが発表された。
- 2月15日、オフィシャルファンクラブ「lolol」がスタート[6]。
- 5月4日、初のワンマンライブ『lol-エルオーエル- live 2016』が東京 LIQUIDROOMで行われる[7]。
- 6月29日、3rdシングル『spank!!』をリリース。
- 7月25日、『spank!!』が『民放ラジオ101局・リオデジャネイロオリンピック統一番組』の主題歌に抜擢。
- 10月26日、ライブツアー『lol live tour 2016【101】』が東京 赤坂BILZにてスタートする[8]。
- 10月29日、ライブツアー『lol live tour 2016【101】』の大阪 amHall公演が行われる。
- 10月30日、ライブツアー『lol live tour 2016【101】』の愛知 DIAMOND HALL公演が行われ、3会場での公演が全て終了する。
- 12月14日、4thシングル『bye bye』と配信シングル『xmas kiss』を同日リリース[9][10]。

### 2017年
- 2月14日、配信シングル『party up!!』をリリース。
- 4月19日、初の両A面シングルとなる5thシングル『boyfriend / girlfriend』をリリース。
- 5月6日、初の全国ツアー『lol live tour 2017 -lolz-』が北海道 cube gardenにてスタートする。
- 7月29日、全国ツアー『lol live tour 2017 -lolz-』が東京duo MUSIC EXCHANGEにてファイナルを迎える。
- 8月2日、1stアルバム『lolol』をリリース。
- 12月6日、両A面シングルである、6thシングル『アイタイキモチ/nanana』をリリース[11]。

### 2018年
- 3月21日、両A面シングル、7thシングル『ice cream/ワスレナイ』をリリース。
- 7月11日、8thシングル『love & smile』をリリース。
- 10月31日、2ndアルバム『lml』をリリース。

### 2019年
- 3月20日、両A面シングル、9thシングル『サヨナラの季節/lolli-lolli』をリリース。
- 7月7日、『tvk高校野球ニュース2019』神奈川大会のテーマソングにエルオーエルの「あの風のなかで」が起用された。
- 7月31日、DJ KOOをメンバーに加え10thシングル『brave up!! feat.DJ KOO』をリリース。リリース記念して、カラオケの鉄人とのコラボも開催された。
- 8月25日、ＳＴＶ「２４時間テレビ４２」に出演。
- 11月3日、 香蘭女子短期大学『香蘭祭』に出演。

### 2020年
- 2月1日、テレビ朝日「お願い！ランキング 」 2月度エンディングテーマソングに「blaaaw」が起用された。
- 2月28日より公開『L.O.L. サプライズ！ウィンターディスコ ザ・ムービー』の日本語版エンディングソングに「#love_xxx」が起用。
- 3月18日、3rdアルバム『lightning』をリリース。
- 3月27日、lolがスズキ「ジクサーSF250、ジクサー250」のアンバサダーに就任。

以後イメージソングを歌うことになる。
- 3月27日、PUMA×lol企画が始動。

商品化展開が始まった。
- 4月3日、tvk（テレビ神奈川）「lol-box(エルオーエルボックス)」がスタート。初の地上波冠番組となった。さまざまことに挑戦する内容となっている。
- 4月18日よりスタートのABEMA テレビ朝日共同制作土曜ナイトドラマ「M　愛すべき人がいて」に

メンバー全員が「EZ DO DANCE」と「BOY MEETS GIRL」で歌唱出演。のちに配信リリース。
- 6月11日発売佐藤友祐 1st 写真集「gift」を発売。
- 7月28日、 honoka 1st 写真集「僾-ほのか-」を発売。
- 8月2日、 lol onlione live 2020を開催。
- 8月3日、 hibiki 1st 写真集「Solaris」を発売。
- 8月12日、11thシングル『work it out』リリース。TBS系「CDTVサタデー」6月度エンディングテーマ。

離ればなれでも心は繋がってる。コロナ禍で悩む全ての人に届ける曲になっており、
エルオーエルの代表曲といえる楽曲となった。
- 8月29日、a-nation online 2020にgreen stageに出演。
- 9月18日、 小見山直人 1st 写真集「Complex」を発売。
- 10月7日、配信シングル『restart』リリース。テレビ東京TVドラマ「#だから私はメイクする」主題歌に起用。
- 10月17日、配信シングル『sign』リリース。

hibiki出演、東海テレビ、フジテレビTVドラマ『さくらの親子丼』主題歌に起用。
- 10月22日、moca 1st 写真集「Breath of mind」を発売。
- 10月24、25日　佐賀さいこうフェス2020に出演。
- 11月20日、配信シングル『sign pt.2』リリース。
- 11月24日、 lol-エルオーエル- 1st 写真集「laugh out loud」を発売。
- 12月16日、配信シングル『tears』リリース。

山猿がプロデュースを行った。
男子メンバー二人による楽曲。
- 12月25日、配信シングル『shooting star』リリース。同曲が住宅情報館のCMに起用されたことで話題に。YouTubeに公開されているCM映像は、2023年２月21日現在、再生回数が125万回を越えている。
- 12月31日、『Da-iCE COUNTDOWN LIVE 2020-2021』にオープニングアクトとして出演。

### 2021年
- 2月17日、配信シングル『endless journey』リリース。名古屋外国語大学・名古屋学芸大学とのタイアップ曲。MVは同学校のキャンパスで撮影された。
- 3月24日、配信シングル『blaze』リリース。

同曲は、読売テレビ・日本テレビ系「情報ライブ　ミヤネ屋」エンディングテーマ に起用された。
- 3月28日、昨年延期となった『lol-エルオーエル- 5th ANNIVERSARY LIVE 2020』を昭和女子大学 人見記念講堂にて開催。後日、ライブの模様の配信がされた。
- 5月26日、honokaソロプロジェクト始動。第一弾デジタルシングル「rai-rai Prod. KM」を発売。Twitterシェアキャンペーンを開催された。
- 6月2日、配信シングル『sun kissed love』リリース。スズキ ジクサー250タイアップ曲。

多数の若手俳優などを迎えたMVとなった。
- 7月16日より公開の映画『星空の向こうの国』

主題歌に「2 your world」が起用。
自身も出演しており佐藤友祐が作詞を行った。
なお曲のリリース、配信は行われておらず、未発表のままだ。
- 8月21日・22日、ファンクラブ限定LIVE「lol family live 2021」を開催。

東京は、渋谷WWW X。大阪は、梅田CLUB QUATTROで行われた。
- 9月2日、メンバーの佐藤友祐が新型コロナウイルスに感染したことが公式サイトで発表された。

13日に再度検査を行い、陰性と判断されたため徐々に活動を再開した。
- 9月11日から10月24日まで開催された、AAA與真司郎の歌手活動休止前最後のライブツアー「SHINJIRO ATAE ARENA TOUR -THIS IS WHERE WE PROMISE-」にオープニングアクトとして参加。11日公演は、佐藤友祐がコロナ感染のため4人によるパフォーマンスとなった。
- 9月29日、honokaソロプロジェクト 2ndシングル『future』リリース。
- 12月3日、メンバーhibikiが移動中に怪我をし、医師の診察を受けた結果、『鎖骨遠位端骨折』の診断を受けた。年末のYear End Festival 2021には予定通り参加した。
- 12月10日、配信シングル『ONE LAST SONG』リリース。観月ありさ主演 ABEMA×テレビ朝日 共同制作ドラマ奪い愛、高校教師オープニングテーマに起用された。
- 12月21日、ABEMAにて放送された音楽特番『青の洞窟 XmasフェスにTRFらとともに出演。
- 12月26日、主催でYear End Festival2021を東京、豊洲PITで開催。ちゃんみな、まるりとりゅうが、オープニングアクトとして、ペルピンズが参加した。

### 2022年
- 2月2日、honokaソロプロジェクト第三弾シングル『celebrate(Prod.KM)』をリリース。振り袖は家族の物を着用。大人の女性の色気が感じられるMVとなった。

発売を記念したTwitterシェアキャンペーンも行われた。
- 2月9日、配信シングル『my bestie』リリース。hibiki、honokaによる楽曲となっている。同曲の発売を記念して、TikTokにてハッシュタグキャンペーン「#私のMyBestie」がスタート。いいね10以上の素敵な投稿をしてくれた方の中から抽選で最大10名様に「honoka・hibikiの2人とのオンラインMeet & Greet」が行われる。
- 2月11日、dtvドラマ｢嘘喰い -鞍馬蘭子篇／梶隆臣篇-｣に佐藤友祐が出演。
- 2月15日、MBS/TBSドラマイズム「liar」に佐藤友祐が出演。
- 2月15日、小児がん治療支援チャリティーライヴ『LIVE EMPOWER CHILDREN 2022 supported by 第一生命保険』に参加した。TRF、倖田來未なども出演。
- 2月23日、配信シングル「だからその前に」リリース。佐藤友祐メインボーカル、他メンバーコラース編成になった楽曲。エルオーエルYouTubeチャンネルにて23日リリックビデオが公開された。
- 3月14日、配信シングル「pump it up」リリース
- 4月2日、3日、東京と大阪にて、ファンクラブ限定イベント『lol Thanks Party 2022』を開催予定。さまざまな企画が予定されている。
- 4月5日、放送スタートのアニメ「パリピ孔明」OP主題歌「チキチキバンバン」カバー。lolからhibikiとmoca、FAKYからAkinaとTaki、GENICから金谷鞠杏の5人が参加したスペシャルユニット「QUEENDOM」として参加。
- 4月21日、佐藤友祐がMBSドラマ『不幸くんはキスするしかない!』に篠宮直哉役で出演。本作が佐藤の初主演作となった。
- 4月29日、配信シングル「愛おしい時間」リリース。
- 4月29日、『lol live tour 2022 (仮)』約二年ぶりとなる単独ライブツアーを開催予定。全国7都市14公演行う。
- 5月28日、配信シングル「Baby tonight」リリース。作詞は佐藤友祐が担当。ダンス動画、ライブ映像が公式YouTubeチャンネルで公開。詞がエモいと、ファンの間で話題に。
- 8月10日、配信シングル「Fever Fever」リリース。公式YouTubeチャンネルにて、様々なパターンの踊ってみた動画を公開。イメージモデルを務めている住宅情報館のCMに同曲が起用され、公開された動画は、2022年10月24日時点で120万回再生を突破した。
- 10月1日、配信シングル「Magic of A Laugh」をリリース。中毒性のあるリズミカルな楽曲となっており、リリース後、再生回数を伸ばし続けている。同曲はアルバムからの先行シングルである。
- 10月26日、約２年ぶりとなる4枚目のフルアルバム「AMBER」をリリース。メンバー全員が作詞を担当。全10曲となっている。初回生産限定盤には、live tour 2022 -laugh out loud-の一部、二部の模様と、配信シングル「Magic of A Laugh」とアルバム曲「FATE」のmvが収録。なお、11枚目シングル「work it out」以降リリースされた10曲の配信シングルはアルバム未収録となった。現時点で、これの曲はCD作品となる予定はない。
- アルバムプロモーションとして、全国約3,000店舗のファミリーマートで展開中のFamilyMartVisionで本日より11/28(月)までMagic of A LaughのMusic Videoとオリジナルコメント動画が放映された。
- 12月3日、「lol live tour 2023 -AMBER-」の開催を記念して、札幌公演の前日に、メンバーと一緒に札幌観光1か所と夕食パーティを楽しめるプチ旅行がファンクラブ限定で開催が決定。2023年4月1日に行われた。
- 12月29日、開催の「SHIBUYA SWISH ~YEAR END SP Day2~」に出演。
- 12月31日、同じ事務所のFAKYの一部メンバーが新型コロナウイルスに感染したため、急遽「LAGUNA TEN BOSCH New Year’s COUNT DOWN 2023」に代打として出演。

### 2023年
- 1月16日、Fm yokohama「101 Music House」にて、2023年初となる新曲「Livin' It Up」を初放映した。
- 1月21日、4thアルバムをひっさげた全国ツアーlol live tour 2023-AMBER-を14都市28公演を4月8日まで開催。京都、大阪公演は短期間で完売するなど、止まることのないエンタメの力を改めて感じるツアーとなっている。なお大阪公演には、TRFのDJKOOがサプライズ出演した。
- 1月21日、デジタルシングル「Livin' It Up」をリリース。エクシードグループイメージソングに起用され、メンバー全員が出演したCM映像がYouTubeに公開された。同楽曲コンセプトは、人との出会いに感謝し様々な事にも挑戦し、諦めず、前に前に進んで、笑顔で日々を過ごせるように。生きとし生ける全ての人への応援歌となっている。リリース記念として、LINE MUSICでキャンペーンも開催。同日、2022年10月26日 に発売した「AMBER」の続編で、全国ツアー初日に合わせて、Music, Movie,スマプラフォトカード「Continuation of AMBER」をリリース。新たに制作した1 曲「Livin’ It Up」や、「Magic of A Laugh」や「FATE」のMV 撮影時のメイキング映像、メイキング写真(スマプラフォト) が収録される。
- 2月14日、タレントと1対1でオンライン上で特典会ができるアプリ「チェキチャ！」に参加！約二分間の間トークや写真を一緒に撮れる企画などが用意されている。
- 2月18日、渋谷ヒカリエ 9F Hikarie にて行われた「HallVANTAN STUDENT FINAL 2023」に出演予定。
- 2月19日、FC町田ゼルビアの開幕戦にlolが出演予定。当日は、FC町田ゼルビアのユニフォームを着用してパフォーマンスを披露する。
- 3月1日、アシックス商事によるシューズブランドladyworkerスペシャルムービー「踊ローフォー　青春をは着こなせ」にメンバー全員出演。タイアップBGMとして、１月リリースの「Livin’ It Up」が起用され、動画では久しぶりのメンバー揃っての制服姿が見られた。動画はアシックス商事公式YouTuberに公開されている。
- 3月2日、毎週木曜21時よりFM愛媛10代応援番組「カモ☆れでぃ★Night!」内小見山直人の新コーナー『lol小見山直人のZENSHIN Baseball Dance』がスタート予定。直人が振付したBaseball Danceを通じて愛媛の中学高校を訪問&生徒さんを応援する内容となっている。
- 3月13日、２回目となる1対1のオンライン特典会アプリ「チェキチャ！」でのイベントをホワイトデー当日に開催。オンラインでチェキ撮影会やトークができる内容になった。
- 3月24日〜31日、hibikiプロデュースアパレルブランド「VIVAMUS」POP-UPを開催。会場は、NUBIAN NAGOYA名古屋PARCO西館1F。3月26日にはhibikiが店頭に登場した。
- 4月8日、全国ツアー千秋楽となる東京公演終了後、定額制音楽アプリAWA内「AWAラウンジ」にて、どなたでもご参加いただけるオンラインアフターパーティの開催。lol live tour 2023 -AMBER-のセットリストを配信。また、ファンクラブ会員に事前に投票されてエルオーエルの人気楽曲をコメントとともに公開。参加は無料で行われた。
- 4月12日、テレビ神奈川で放送中の冠番組「lolplanets」がリニューアルして「秘密結社lolplanets」が放送スタート。
- 4月30日、神奈川県某所にて、ソロとしては初の佐藤友祐OPENREC会員限定イベント「ゆーすけのやりたかったこと。vol.1」を開催した。愛称は「すけこと。」友祐と一緒にボーリングをしたり屋形船で夜景を見ながら食事&ゲームをする内容になっている。
- 5月6日、リニューアルした冠番組「秘密結社lolplanets」の初のイベントを横浜関内ホールで開催した。観覧は無料だった。公演後当日披露されたセットリストが公開された。
- 5月13日、二度目となるFCソロイベント「なおトランポリン」を開催。 初心者でも楽しめるファン参加型の内容となっている。
- 5月14日、直人出演舞台「アンビエントボーダー」アフターイベントに出演。会場は、新宿ブロードバンドスタジオ。
- 5月15日、GRIT at Shibuyaにて開催された「Music has no borders vol.63~YU Birthday SPECIAL~」にhonokaがソロアーティストとして出演。
- ５月24日、MAXとトレンディーエンジェルたかしがMCを務める、ShibuyaCross-FM『トレンドヴァンパイヤー』に後半ゲストとして佐藤友祐&honokaが出演。前半ゲストには、友祐の友人IVVYのTAIYUも出演。
- 5月28日・6月4日、二度目となるFC運動会イベント「lol sports festival 2023 ～hey もっと弾けていこう！～」を開催。チーム対抗でメンバーと一緒に競技できる内容となっている。イベントでは、好きなメンバーと写真を撮れる企画やトークショーも予定されている。
- 6月1日、毎回大好評のファンクラブ限定のデジタル写真などが当たるlolol会員様限定“ハズレ無し”のオンラインカプセルトイ「GURUポン！」第7弾の販売が期間限定で会社。
- 6月3日より事務所の先輩Da-iCEのツアー「Da-iCE ARENA TOUR 2023 -SCENE-」千葉1公演、愛知2公演、大阪１公演のオープニングアクトでlolが出演。
- 6月10日、 Shibuya eggmanにて開催される「#ガルスピ vol.14~3MAN~」にhonokaがソロアーティストとして出演。公演中、DJ 3icrowaveを迎え新体制でソロプロジェクトが再始動することも発表した。
- 6月11日、佐藤友祐の誕生日当日、定期的に行っている、1対1のオンライン特典会をアプリ「チェキチャ！」で開催。
- 6月12日、定期的に行っている、1対1のオンライン特典会「チェキチャ！」を直人・hibiki・mocaのメンバーで開催。
- 6月13日、unravel tokyoにて開催される、「Music has no borders~Otani Birthday Collection~」にlolが出演。
- 6月18日、サンリオピューロランドにて開催される、「KAWAIIクリエイターズ♡バズリオ」のゲストライブにlolと後輩GENIC等が出演予定であったがスタッフ関係者の体調不良が複数発生したため、中止となった。
- 6月24日、所沢航空記念公園内の特設ステージにて開催される、野外ダンスフェスティバル「movement park 2023」に出演予定。同事務所で後輩のGENICも出演が予定されている。
- 7月7日、4月8日に行われた「lol live tour 2023 -AMBER-」の東京ファイナル公演をフル尺映像をOPENREC.tvで配信。配信後、lolメンバーがツアーの振り返りトークと重大発表があることが告知されている。なおこの配信は、8月14日までアーカイブとして残り期間内は何度でも見れる。
- 7月14日、lolメンバー全員が主演を務め、大学を舞台にした青春短編ドラマ『#エンカレッジ-｢本気｣を見つける物語。-』をYouTubeに公開。学生ならではの悩みを全5話でlolメンバーが表現した。同時に同短編ドラマの公式サイトもオープン。撮影は名古屋外国語大学、名古屋学芸大学で行われ、以前に配信シングルEndless journeyでこの大学が使われており今回のドラマ主題歌にも起用された。
- 7月17日、横浜 東急REIホテル 9階にてmoca単独ファンクラブイベント「mocafe」を開催。オンラインでの開催はあったが、リアルお茶会イベントとしては初となる。ツーショットや、moca手作りのお菓子のお土産付きなど内容が豊富な豪華なイベントとなっている。
- 7月23日、ヨドバシカメラマルチメディア梅田B2Fイベントスペースにて「ヨドバシ梅田 presents lol Special Event」を開催。当日はミニライブの実施などを予定している。
- 7月25日、Zepp Yokohamaにて開催される「ACRONYM FES」にlolが出演。同事務所のGENICとFAKYも登場する。
- 8月2日、「BLACK SUMMER WEEK supported by クーリッシュ」千葉ロッテvs日ハム戦、スペシャルゲストにlolが出演。試合前にスペシャルライブとセレモニアルピッチを行った。
- 8月3日、MBS他にて放送されるTravis Japan松田元太＆大原櫻子W主演のドラマ「結婚予定日」に佐藤友祐が堂本尊役で出演。
- 8月5日、11月に発売予定のアルバムのリリース記念イベントを全国で開催するリリイベツアー「lol Live Circuit 2023」が決定。埼玉、東京、千葉はすでに発表されておりその他は後日発表される。
- 8月13日・14日の二日間、デビュー8周年記念ライブを大阪と東京で開催。大阪会場は、梅田シャングリラ。東京会場は、SHIBUYA PLEASURE PLEASUREで行われる。*8月16日、デジタルシングル「MY PLEASURE」をリリース。この配信リリースは13日の8周年ライブで発表された。*8月20日、なごやエンタメ祭り内の演目「7.5.8.DANCE CONTEST決勝」lolが司会としての出演予定。
- 8月24日、東京のshibuya eggmanにて開催される「SUMMER GODDESS 2023」にhonokaが出演。
- 8月27日、富山県の太閤山ランドにて開催される「第一生命presents ENSSY DANCECUP 2023🏆」にゲストアーティストとしてlolが出演予定。
- 8月26日、日産グローバル本社ギャラリーにて行われる24時間テレビ46 「日産チャリティーイベント」にlolの出演が決定！有観客の開催が予定されている。なお当日の様子はYouTubeでも配信予定。
- 9月6日、lol×名古屋外国語大学のタッグで同大学公式YouTubeにて公開されたオリジナルショートドラマ「エンカレッジ-「本気」を見つける物語。-」がKSB瀬戸内海放送にて放送決定。9月6日・7日・13日・14日・20日にかけて放送される。
- 9月8日、小見山直人のバースデー記念FC恒例の GURUポン！販売開始。特賞ではオンラインサイン会など景品がたくさんあり9月28日まで開催される。
- 9月9日、静岡県浜松市にあるLiveHouse浜松窓枠で開催される「SWISH TOUR 2023 〜autmun edition〜」にlolが出演。
- 9月10日、青森・青い海公演にて開催の2023RABまつり にlolの出演が予定されている。
- 9月14日、同事務所の後藤真希公式YouTubeに「【lolコラボ】lolのみんなと数億年ぶりのボウリング🎳対決した結果...【罰ゲームあり⁉︎】」の動画を公開。
- 9月17日、アルバムからの先出しデジタルシングル「RAISE ME UP」をリリース。LINEミュージックにて再生回数キャンペーンも実施
- 9月21日、山口県で行われるボートレース下関にlolが出演予定。
- 9月23日、品川インターシティホールにて行われる後藤真希Queen Bee!! TOUR 2023～SWEETでBLACKなAnniversary&Birthday～東京公演にlolのゲスト出演予定。
- 9月24日、新潟県の万代シテイパークステージにて開催の「NSTまつり2023」にの出演。
- 10月1日、「lolの日」を記念してインスタライブ他にて20時から生配信を予定している。
- 10月6日、東京の「西永福JAM」にて行われるA-Russian vol.75にhonokaが出演。
- 10月9日、横須賀芸術劇場・大劇場で開催された世界初の年齢別ボディコンテスト『BEST BODY JAPAN 首都圏大会』小見山直人が出場し、モデルジャパン部門フレッシャーズクラス（18歳～29歳）で2位の好成績をおさめ、11月に東京で開催される日本大会への出場が決まった。
- 10月29日、日本経済大学東京渋谷キャンパスにて行われる「渋谷祭2023」にtvk「秘密結社 lol-planets」の公開収録＆スペシャルライブを開催。このイベントに同番組視聴者も抽選で招待されることが発表された。
- 11月5日、福岡県BOATRACE芦屋にて開催のボーカルコンテスト「SoundWave」2次審査会場にてlolがゲスト出演。
- 11月15日、5枚目となるアルバムの発売を発表予定されていたが、1月17日に発売が延期された。タイトルは「Life is」に決定した。
- 11月15日、テレビ東京大型特番「テレ東60祭！ミュージックフェスティバル2023〜一生聞きたい！昭和・平成・令和ヒット曲100連発〜」に出演。配信されたばかりの新曲「チグハグLOVE」を楽曲提供した虹色侍ずまと共に披露した。
- 11月26日、ニコニコ生放送にて「DJKOO、Fesやるってよ」開催記念特番にエルオーエルから、佐藤、honoka、小見山が出演。来年1月18日には川崎CLUB CITTAにてイベントが行われる。
- 12月21日、佐藤友祐が山野ホールにて開催「NxT Treasure Project」のファッションイベントに出演。
- 12月23日、hibikiが出演した短編映画『something in the air』の上映イベント第１部に登壇。場所はLOFT 9 SHIBUYAで行われる。
- 12月28日、佐藤友祐と小見山直人がフジテレビ系列で不定期放送されている特番「オールスター合唱バトル　今年のヒットソングを140人が熱唱！年末SP（仮）」に出演。

### 2025年
- 4月14日、6月1日に開催する周年ライブをもって解散することを公表。
- 5月24日、ファンクラブイベントにてグループ最後のリリース曲「ever after」を発表。
- 6月1日、Zepp Shinjukuにてラストライブ「lol live 2025 the final -ever after-」開催し解散した。
- 6月2日、「ever after」を配信リリース。

## メンバー
| 名前                         | 出身地 | 誕生日                | 血液型 | メンバー カラー | 備考 |
| ---------------------------- | ------ | --------------------- | ------ | --------------- | --- |
| 小見山直人 (こみやま なおと) | 大阪府 | 1994年9月18日（30歳） | B型    | 青              | - リーダー - avex artist academy大阪校出身 - aLovaL Boys Westの元メンバー - 『シャッフルアイランド』第5弾に出演                                                                                         |
| 佐藤友祐 (さとう ゆうすけ)   | 北海道 | 1996年6月11日（29歳） | O型    | 赤              | - アクターズスタジオ北海道本部校出身 - avex audition MAX 2013 アクター部門 グランプリ - 2018年に『私の年下王子さま Winter Lovers』のスタジオMCを担当 - 俳優として活動している - 憧れのアーティストはAAA |
| moca                         | 大阪府 | 2001年2月13日（24歳） | O型    | 緑              | - グループ最年少 - avex artist academy大阪校出身 - 2018年に『今日、好きになりました。』第13弾に出演 - グループ内で唯一個人でYouTubeチャンネルを開設（2025年2月現在）                                    |
| hibiki                       | 愛知県 | 1997年8月3日（27歳）  | A型    | ピンク          | - avex artist academy名古屋校出身 - TOKYO GIRLS AUDITION 2014 アーティスト部門 準グランプリ - アパレルブランド「VIVAMUS」のプロデューサーを担当                                                         |
| honoka                       | 京都府 | 1996年8月26日（28歳） | B型    | 黄              | - ラップ担当 - avex artist academy大阪校出身 - honoka名義でソロ活動している - 憧れのアーティストは同事務所で同故郷の倖田來未                                                                            |

## ユニット

### NEW REVIVAL
エイベックスに所属する加治ひとみ、FEMM、Beverly、Yup'in、FAKYと共に結成した限定ユニット。2018年8月15日に1990年代のヒット曲をリバイバルしたコンピレーションアルバム『90S & NEW REVIVAL』をリリースし、『a-nation 2018』大阪・東京公演の4ステージでパフォーマンスを披露した。

### REVIVE 'EM ALL 2020
エイベックスに所属するFEMM、Beverly、Yup'in、FAKY、安斉かれんと共に結成した限定ユニット。2020年4月5日に1990年代から2000年代のヒット曲をリバイバルしたコンピレーションアルバム『avex revival trax』をリリースし、MAXIMIZORの楽曲「CAN'T UNDO THIS!!」をリメイクした収録曲「CAN'T STOP THIS!!」でコラボレーションした。同年9月18日には、音楽プロデューサーのスティーヴ・アオキによる同曲のリミックスをリリースした。

### QUEENDOM
hibikiとmocaがエイベックスに所属するFAKYのAkinaとTaki、GENICの金谷鞠杏と共に結成した限定ガールズユニット。2022年5月20日にテレビアニメ『パリピ孔明』のオープニングテーマ「チキチキバンバン」をリリースした。

## 作品

### シングル
| 枚数 | 発売日         | タイトル                   | 販売形態                | 規格品番                               | 順位                        |
| ---- | -------------- | -------------------------- | ----------------------- | -------------------------------------- | --------------------------- |
| 1    | 2015年8月12日  | fire!                      | CD+DVD CD ワンコインCD  | AVCD-83346 AVCD-83347 AVC1-83348       | 週間12位 (2015年8月24日付)  |
| 2    | 2016年1月27日  | ladi dadi                  | CD+DVD CD ワンコインCD  | AVCD-83424/B AVCD-83425 AVC1-83426～31 | 週間3位 (2016年2月8日付)    |
| 3    | 2016年6月29日  | spank!!                    | CD+DVD CD ワンコインCD  | AVCD-83568/B AVCD-83569 AVC1-83570～75 | 週間5位 (2016年7月11日付)   |
| 4    | 2016年12月14日 | bye bye                    | CD+DVD CD ワンコインCD  | AVCD-83726/B AVCD-83727 ワンコインCD   | 週間4位 (2016年12月26日付)  |
| 5    | 2017年4月19日  | boyfriend/girlfriend       | CD+DVD CD ワンコインCD  | AVCD-83818/B AVCD-83819 AVC1-83820～26 | 週間5位 (2017年5月1日付)    |
| 6    | 2017年12月6日  | アイタイキモチ/nanana      | CD+DVD CD CD 会場限定盤 | AVCD-83946/B AVCD-83947 AVC1-83948     | 週間13位 (2017年12月18日付) |
| 7    | 2018年3月21日  | ice cream/ワスレナイ       | CD+DVD CD CD 会場限定盤 | AVCD-94023/B AVCD-94024 AVC1-94025     | 週間11位 (2018年4月2日付)   |
| 8    | 2018年7月11日  | love & smile               | CD+DVD CD CD 会場限定盤 | AVCD-94115/B AVCD-94116 AVC1-94117     | 週間7位 (2018年7月23日付)   |
| 9    | 2019年3月20日  | サヨナラの季節/lolli-lolli | CD+DVD CD CD 会場限定盤 | AVCD-94386/B AVCD-94387 AVC1-94388     | 週間12位 (2019年4月1日付)   |
| 10   | 2019年7月31日  | brave up!! feat.DJ KOO     | CD+DVD CD CD 会場限定盤 | AVCD-94527/B AVCD-94528 AVC1-94529     | 週間13位                    |
| 11   | 2020年8月12日  | work it out                | CD+DVD CD               | AVC1-94870/B AVC1-94871                | 週間21位                    |

### デジタルシングル
| 枚数 | 発売日         | タイトル                     | 収録作品   |
| ---- | -------------- | ---------------------------- | ---------- |
| 1    | 2016年12月14日 | xmas kiss                    | lml        |
| 2    | 2017年2月14日  | party up!!                   | lolol      |
| 3    | 2018年7月11日  | 夢のムコウ                   | lml        |
| 4    | 2019年4月25日  | like that!!                  | brave up!! |
| 5    | 2019年4月26日  | bring back                   | brave up!! |
| 6    | 2019年7月7日   | あの風のなかで               | lightling  |
| 7    | 2019年10月30日 | like that!! pt.2 feat.さなり | lightling  |
| 8    | 2019年11月13日 | #love_xxx                    | lightling  |
| 9    | 2019年11月27日 | look up!!                    | lightling  |
| 10   | 2019年12月11日 | new life                     | lightling  |
| 11   | 2019年12月25日 | blaaaw                       | lightling  |
| 12   | 2020年6月24日  | work it out                  |            |
| 13   | 2020年10月7日  | restart                      |            |
| 14   | 2020年10月17日 | sign                         |            |
| 15   | 2020年11月20日 | sign pt.2                    |            |
| 16   | 2020年12月16日 | tears                        |            |
| 17   | 2020年12月25日 | shooting star                |            |
| 18   | 2021年2月17日  | endless journey              |            |
| 19   | 2021年3月24日  | blaze                        |            |
| 20   | 2021年6月2日   | sun kissed love              |            |
| 21   | 2021年12月10日 | ONE LAST SONG                |            |
| 22   | 2022年2月9日   | my bestie                    |            |
| 23   | 2022年2月23日  | だからその前に               |            |
| 24   | 2022年3月14日  | pump it up                   |            |
| 25   | 2022年4月29日  | 愛おしい時間                 | AMBER      |
| 26   | 2022年5月28日  | Baby tonight                 | AMBER      |
| 27   | 2022年8月10日  | Fever Fever                  | AMBER      |
| 28   | 2022年10月1日  | Magic of A Laugh             | AMBER      |
| 29   | 2023年1月21日  | Livin' It Up                 |            |
| 30   | 2023年8月16日  | MY PLEASURE                  | Life is    |
| 31   | 2023年9月17日  | RAISE ME UP                  | Life is    |
| 32   | 2023年11月15日 | チグハグLOVE                 | Life is    |
| 33   | 2025年1月12日  | POP UP!                      |            |
| 34   | 2025年6月2日   | ever after                   |            |

### アルバム
| 枚数 | 発売日         | タイトル  | 販売形態                                          | 規格品番                             | 順位                         |
| ---- | -------------- | --------- | ------------------------------------------------- | ------------------------------------ | ---------------------------- |
| 1    | 2017年8月2日   | lolol     | CD+DVD [MV盤] CD+DVD [LIVE盤] CD                  | AVCD-93705/B AVCD-93706/B AVCD-93707 | 週間16位 (2017年8月14日付)   |
| 2    | 2018年10月31日 | lml       | CD+DVD [MV盤] CD+DVD [LIVE盤] CD                  | AVCD-96004/B AVCD-96005/B AVCD-96006 | 週間4位 （2018年11月12日付） |
| 3    | 2020年3月18日  | lightning | CD+DVD [MV盤] CD+DVD [LIVE盤] CD                  | AVCD-96408/B AVCD-96409/B AVCD-96410 | 週間16位 （2020年3月30日付） |
| 4    | 2022年10月26日 | AMBER     | CD+2DVD MUSIC CARD                                | AVCD-63369/B～C AVZ1-63370           | 週間38位 （2022年11月7日付） |
| 5    | 2024年1月17日  | Life is   | CD+Blu-ray [初回生産限定盤] CD+Blu-ray MUSIC CARD | AVCD-63495/B AVCD-63496/B AVZ1-63497 | 週間26位 （2024年1月24日付） |

### 配信限定コンテンツ
| 枚数 | 発売日         | タイトル                                       | 収録曲                                                                 |
| ---- | -------------- | ---------------------------------------------- | ---------------------------------------------------------------------- |
| 1    | 2015年8月2日   | fire! -debut edition-                          | 01 fire! 02 shake shake 03 HEARTBEAT 04 gimme gimme                    |
| 2    | 2016年1月10日  | ladi dadi -digital edition-                    | 01 ladi dadi 02 pop that!! 03 woooooh!! 04 fire!(-remo-con remix-)     |
| 3    | 2016年6月19日  | spank!! -special edition-                      | 01 spank!! 02 girl is mine 03 brand new story 04 SWEET PAIN            |
| 4    | 2016年12月4日  | bye bye -special edition-                      | 01 bye bye 02 sync 03 gimme gimme 04 shhh...                           |
| 5    | 2017年3月19日  | boyfriend / girlfriend -special edition-       | 01 boyfriend 02 girlfriend 03 party up!! 04 ladi dadi-remo-con remix-  |
| 6    | 2017年6月25日  | perfect summer -special edition-               | 01 perfect summer 02 blue ocean 03 shhh... 04 single melody from lolol |
| 7    | 2017年11月26日 | アイタイキモチ / nanana -special edition-      | 01 アイタイキモチ 02 nanana 03 think of you 04 xmas kiss 05 chance     |
| 8    | 2018年2月25日  | ice cream / ワスレナイ -special edition-       | 01 ice cream 02 ワスレナイ 03 color of love 04 hello!                  |
| 9    | 2018年6月20日  | love & smile -special edition-                 | 01 love & smile 02 playback 03 starlight 04 melody                     |
| 10   | 2019年2月20日  | サヨナラの季節 / lolli-lolli -special edition- | 01 サヨナラの季節 02 lolli-lolli 03 special love                       |

### 参加作品
| 発売日         | アーティスト名      | タイトル                        | 収録曲                                                       | 販売形態 | 規格品番                         |
| -------------- | ------------------- | ------------------------------- | ------------------------------------------------------------ | -------- | -------------------------------- |
| 2015年12月16日 | V.A.                | #globe20th -SPECIAL COVER BEST- | - SWEET PAIN                                                 | CD       | AVCG-70111 AVCG-70112 AVCG-70113 |
| 2017年10月25日 | V.A.                | Thank You Disney                | - A Whole New World                                          | CD       | AVCD-93755                       |
| 2018年8月15日  | NEW REVIVAL         | 90S & NEW REVIVAL               | - EZ DO DANCE                                                | デジタル | -                                |
| 2020年3月11日  | SPICY CHOCOLATE     | TOKYO HEART BEATS               | - 好きなのに愛せない feat. hibiki (lol-エルオーエル-) & 裂固 | CD       | UICV-1109                        |
| 2020年5月13日  | REVIVE 'EM ALL 2020 | avex revival trax               | - CAN’ T STOP THIS!! - EZ DO DANCE - BOY MEETS GIRL          | CD       | AVCD-96525                       |
| 2022年5月20日  | QUEENDOM            | チキチキバンバン                | - チキチキバンバン                                           | デジタル | -                                |
| 2023年10月2日  | V.A.                | ZIPANG                          | - ZIPANG                                                     | デジタル | -                                |

### DVD/Blu-ray
| 発売日        | タイトル                    | 販売形態    | 規格品番              | オリコン  | |
| ------------- | --------------------------- | ----------- | --------------------- | --------- | --- |
| 2019年1月30日 | lol live tour 2018 -scream- | DVD Blu-ray | AVBD-92751 AVXD-92752 | 47位 67位 | 01 opening 02 ice cream 03 spank!! 04 pop that!! 06 hanauta 07 think of you 08 acting 09 girlfriend 10 acting 11 アイタイキモチ 12 melody 13 3 pieces 14 mc 15 girl is mine 16 playback 17 just go!! 18 medley (party up!!～hello!～perfect summer～love & smile) 19 gimme gimme 20 fire! 21 ladi dadi 22 mc 23 夢のムコウ 24 nanana 25 lol festival 2018 -behind the scenes- |

## 出演
公式サイトにおけるニュースとスケジュールをもとに記述。

### テレビ（レギュラー）
- TOKYO MX
  - 音ボケPOPS（2020年 - ）  - hibiki（レギュラー）
- テレビ神奈川
  - 関内デビル
    - 「lolのラプソディー」（2018年10月 - 2019年3月） ※毎週水曜コーナー
    - 「アラツー応援バラエティ エルオーYELL」（2019年4月 - 2020年3月） ※毎週水曜コーナー
    - lol-box（2020年4月 - 2021年3月）
    - lol-planets → 秘密結社lol-planets（2021年4月 - 2024年3月）

- メ～テレ
  - トライブクルクル 実写パート（2014年 - 2015年） - 佐藤友祐、moca、hibiki、honoka（レギュラー）
    - 「トラクルダンスBOX」ナビゲーター
    - 「トライクルクルDANCEバトル!」ナビゲーター

### テレビ（ゲスト）※メンバー記載のないものはグループ出演、QUEENDOMはmoca,hibikiの2名が参加したユニット

#### 2022年以降
- 音楽缶（2022年1月21日・1月24日、テレビ神奈川）
- Uta-Tube（2022年1月22日・1月24日・1月29日・1月31日、NHK）※下線の2日はそれぞれの再放送
- キングオブモルックのモルック大作戦（2022年4月21日、hoboka・hibiki・moca、TOKYO MX）
- えっ！？ボクがプロデューサーですか？(仮)（2022年9月14日、小見山直人、岡山放送）※公開収録ゲスト
- オダイバ！！超次元音楽祭 有観客ライブ復活SP（2022年10月2日、QUEENDOM、フジテレビ）
- ぐっと（2022年10月14日、中京テレビ）※コメント出演
- ミュージック・ジャパンTVカウントダウン（2022年10月22日、小見山直人・佐藤友祐・moca、ミュージックジャパンTV）
- MM-TV（2022年10月31日・11月3日・11月4日・11月6日、小見山直人・佐藤友祐・moca、MBSテレビ）
- この恋イタすぎました（2022年11月10日、佐藤友祐、日本テレビ）※再現VTR出演
- Tune（2022年11月10日、フジテレビ）
- 音ボケPOPS（2022年11月12日、TBS）
- SONGS OF TOKYO FESTIVAL 2022（2022年11月12日、QUEENDOM、NHK）
- Venue101（2022年11月12日、QUEENDOM、NHK）
- 超音波（2022年11月18日、テレビ東京）
- mm6(エムエムロック)（2023年1月9日 - 1月13日、MRO北陸放送）※MVおよびコメント出演
- オズワルドの〇〇まで30秒です!（2023年7月17日、佐藤友祐、テレビ東京）
- オールスター合唱バトル（2023年12月28日、小見山直人・佐藤友祐、TBS）
- 関内デビル（2024年1月29日 - 2月2日、テレビ神奈川）
- 流派-R since 2001（2024年3月15日、honoka、TBS）
- HTB野球中継（2024年9月28日、佐藤友祐、HTB）
- 女子とドラゴン（2024年10月4日 - 10月25日 honoka・11月1日 - 11月29日 moca、TBS)
- 歌のサンセット（2025年4月11日、テレビ東京）※POP UP!歌唱パフォーマンス

### CM・広告
- JSDA 日本ストリートダンス協会 2015年度CM（2015年 - ）
- JSDA公認 2015ビジュアルアーティスト（2015年 - ）
- 住宅情報館（2016年 - ）[23]

- EXCEED Group（2023年 - ）

### ラジオ
- lol-エルオーエル- hibikiのヒビスタグラム（2016年10月3日 - 、月曜24:00頃 - 、CBCラジオ） - hibikiのみ出演

- 住宅情報館 presents Laugh Out Loud!!（火曜21:40 - 、FMヨコハマ）
- イマドキッ （火曜24:00 - 、MBSラジオ） - 佐藤友祐のみ出演
- lol 佐藤友祐のaccess to smile（木曜21:00 - 、FM NORTH WAVE） - 佐藤友祐のみ出演
- 名古屋外国語大学・名古屋学芸大学 CAMPUS INVITATION with lol（水曜21:35 - 、ZIP-FM）
- VIP Group Presents What’s lol-エルオーエル-（水曜12:00 - 、FM-NIIGATA）
- 101 Music House（2022年4月4日 - 2025年3月31日 、月曜18:20頃 - 、FMヨコハマ）

## タイアップ一覧
| 曲名               | タイアップ先                                                                                                  | 収録作品                               |
| ------------------ | --- | -------------------------------------- |
| heartbeat          | テレビ朝日系アニメ『トライブクルクル』オープニングテーマ                                                      | 1stシングル「fire!」                   |
| heartbeat          | 「JSDA presents DANCE NATION」公式テーマソング                                                                | 1stシングル「fire!」                   |
| fire!              | 日本テレビ系『バズリズム』2015年7月度オープニングテーマ                                                       | 1stシングル「fire!」                   |
| fire!              | 札幌テレビ系『ジョシスタ あいく的』2015年7月度オープニングテーマ                                              | 1stシングル「fire!」                   |
| fire!              | テレビ岩手系『わくわくDokaaaan！』2015年7月度エンディングテーマ                                               | 1stシングル「fire!」                   |
| fire!              | 熊本県民テレビ系『SaturdayココSmileサタデココ』2015年7月度エンディングテーマ                                  | 1stシングル「fire!」                   |
| fire!              | 北海道文化放送『土曜プレゼンアワー』2015年9月度エンディングテーマ                                             | 1stシングル「fire!」                   |
| fire!              | 「avex artist academy」CMソング                                                                               | 1stシングル「fire!」                   |
| gimme gimme        | 全国高等学校ダンス部選手権『DANCE CULB CHAMPIONSHIP vol.3』公式テーマソング                                   | 1stシングル「fire!」                   |
| pop that!!         | テレビ朝日系アニメ『ブレイブビーツ』オープニングテーマ                                                        | 2ndシングル「ladi dadi」               |
| ladi dadi          | 日本テレビ系『バズリズム』2015年11月度オープニングテーマ                                                      | 2ndシングル「ladi dadi」               |
| ladi dadi          | 中京テレビ系『PS純金』2015年11月度エンディングテーマ                                                          | 2ndシングル「ladi dadi」               |
| woooooh!!          | 近鉄パッセ 「ネット福袋」2015年11月度CMソング                                                                 | 2ndシングル「ladi dadi」               |
| spank!!            | 『民放ラジオ101局・リオデジャネイロオリンピック統一番組』主題歌                                               | 3rdシングル「spank!!」                 |
| bye bye            | 日本テレビ系『バズリズム』2016年11月度オープニングテーマ                                                      | 4thシングル「bye bye」                 |
| sync               | テレビアニメ『双星の陰陽師』オープニングテーマ                                                                | 4thシングル「bye bye」                 |
| xmas kiss          | 「アピタ・ピアゴ」クリスマスCM（サーモン篇／悠然鶏篇）                                                        | 2ndアルバム「lml」                     |
| party up!!         | 「住宅情報館」TVCM ダンス篇                                                                                   | 5thシングル「boyfriend/girlfriend」    |
| boyfriend          | 日本テレビ系『ウチのガヤがすみません!』2017年4月度エンディングテーマ                                          | 5thシングル「boyfriend/girlfriend」    |
| blue ocean         | 除脱毛ブランド「ヴィート」CMソング                                                                            | 1stアルバム「lolol」                   |
| perfrct summer     | 日本テレビ系『スッキリ!!』2017年7月度テーマソング                                                             | 1stアルバム「lolol」                   |
| hikari             | 映画『仮面ライダー 平成ジェネレーションズ Dr.パックマン対エグゼイド＆ゴースト with レジェンドライダー』主題歌 | 1stアルバム「lolol」                   |
| hanauta            | パズルアプリ『ねこ島日記』テーマソング                                                                        | 1stアルバム「lolol」                   |
| chance             | 日本テレビ系『誰だって波瀾爆笑』エンディングテーマ                                                            | 1stアルバム「lolol」                   |
| アイタイキモチ     | 日本テレビ系『バズリズム02』2017年12月度オープニングテーマ                                                    | 6thシングル「アイタイキモチ/nanana」   |
| nanana             | AbemaTV×ABC共同制作ドラマ『ハケンのキャバ嬢・彩華』主題歌                                                     | 6thシングル「アイタイキモチ/nanana」   |
| think of you       | 映画『一礼して、キス』主題歌                                                                                  | 6thシングル「アイタイキモチ/nanana」   |
| ice cream          | 札幌テレビ『ジョシスタ あいく的』3月オープニングテーマ                                                        | 7thシングル「ice cream/ワスレナイ」    |
| ice cream          | テレビ岩手『5きげんどようび』3月エンディングテーマ                                                            | 7thシングル「ice cream/ワスレナイ」    |
| power of the dream | テレビ東京系アニメ『FAIRY TAIL』ファイナルシリーズ オープニングテーマ                                         | 2ndアルバム「lml」                     |
| あの風のなかで     | tvk『高校野球ニュース2019』（第101回全国高等学校野球選手権神奈川大会）テーマ曲                                | 3rdアルバム「lightning」               |
| bring back         | テレビ東京系テレビアニメ『ポチっと発明 ピカちんキット』オープニングテーマ                                     | 10thシングル「brave up!! feat.DJ KOO」 |
| #love_xxx          | L.O.L. サプライズ! ウィンターディスコ ザ・ムービー 日本語版エンディングソング                                 | 3rdアルバム「lightning」               |
| blaaaw             | 住宅情報館「スタジアム編」「お仕事体験編」CMソング                                                            | 3rdアルバム「lightning」               |
| work it out        | TBS系『CDTVサタデー』6月度エンディングテーマ                                                                  | 11th Single「work it out」             |
| sign               | 東海テレビ制作フジテレビ系 オトナの土ドラ 『さくらの親子丼（第3シリーズ）』主題歌                             | 配信シングル「sign」                   |
| restart            | テレビ東京系ドラマ『だから私はメイクする』主題歌                                                              | 配信シングル「restart」                |
| shooting star      | 住宅情報館「smile smart SUMAI」篇 cmソング                                                                    | 配信シングル「shooting star」          |
| POP UP!            | テレビ東京系アニメ『魔神創造伝ワタル』オープニングテーマ                                                      | 配信シングル「POP UP!」                |

## 受賞歴
- モデルプレス読者が選ぶ2015年ベストアーティストアワード ネクストアーティスト賞（2015年）
- 第57回 輝く!日本レコード大賞 新人賞（2015年12月30日）